# Довгота (книга)
«Довгота: правдива історія самотнього генія, який розв'язав найбільшу наукову проблему свого часу» (англ. Longitude: The True Story of a Lone Genius Who Solved the Greatest Scientific Problem of His Time) — бестселер 1995 року Дави Собел про Джона Гаррісона, годинникаря XVIII століття, який створив перший годинник (хронометр), достатньо точний для визначення довготи на морі, що стало вкрай важливим досягненням у навігації. За книгою знято телесеріал «Довгота». У 1998 році вийшла «Ілюстрована довгота» (англ. The Illustrated Longitude), в якій попередній текст доповнено 180 зображеннями персонажів, подій, інструментів, карт і публікацій.

## Проблематика книги
Визначити довготу на суші було легше, ніж на морі. Вищій точності сприяли стабільна поверхня, відомі координати окремих пунктів, захищене середовище для нестабільних тогочасних хронометрів та можливість повторювати вимірювання. Однак обчислення довготи на морі у XVIII столітті все ще залишалось дуже складною задачею, і коли земля зникала з поля зору, великі похибки в довготі сильно ускладнювали навігацію, а іноді навіть призводили до трагедій. Щоб подолати проблему неможливості визначення довготи, капітани спочатку пливли до потрібної широти, а потім прямували до місця призначення вздовж паралелі. Визначити широту було відносно легко: вдень — за висотою сонця опівдні (скориставшись таблицею, яка вказує схилення сонця в кожен день року), вночі — за спостереженнями Полярної зорі.
Навігація суто за широтою створювала проблеми, бо не дозволяла кораблям йти найпрямішим маршрутом (великим колом) або маршрутом із найсприятливішими вітрами й течіями, подовжуючи плавання на дні або навіть тижні. Це збільшило ймовірність нестачі їжі та цинги, призводило до погіршення здоров'я або навіть смерті членів екіпажу. Помилки в розрахунку положення на морі призводили до катастроф, таких як морська катастрофа Сіллі 1707 року, що забрала життя адмірала Клаудслі Шовелла і знищила чотири кораблі його флоту. Зрештою в 1714 році британський уряд створив Раду довгот й оголосив премію для того, хто першим продемонструє практичний метод визначення довготи судна в морі. Премія збільшувалася залежно від точності вимірювання довготи. У переводі на сучасну валюту, премія становила мільйони доларів, спонукаючи багатьох дослідників до пошуку рішення.

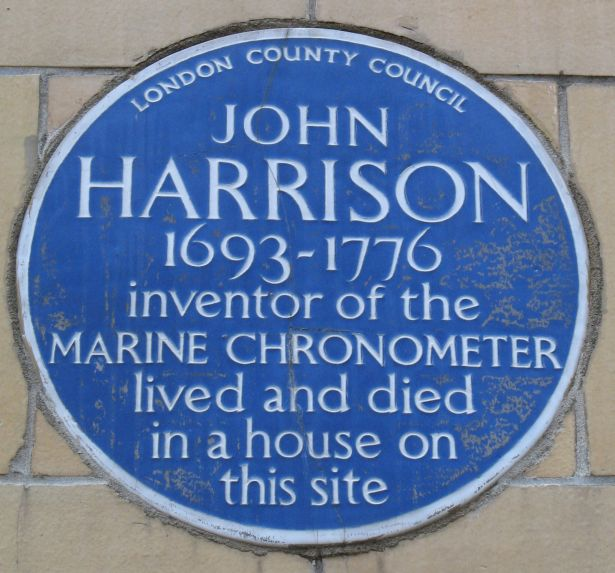
Синя табличка позначає місце на площа Червоного Лева (давніший будинок знесли), де жив і помер Гаррісон.

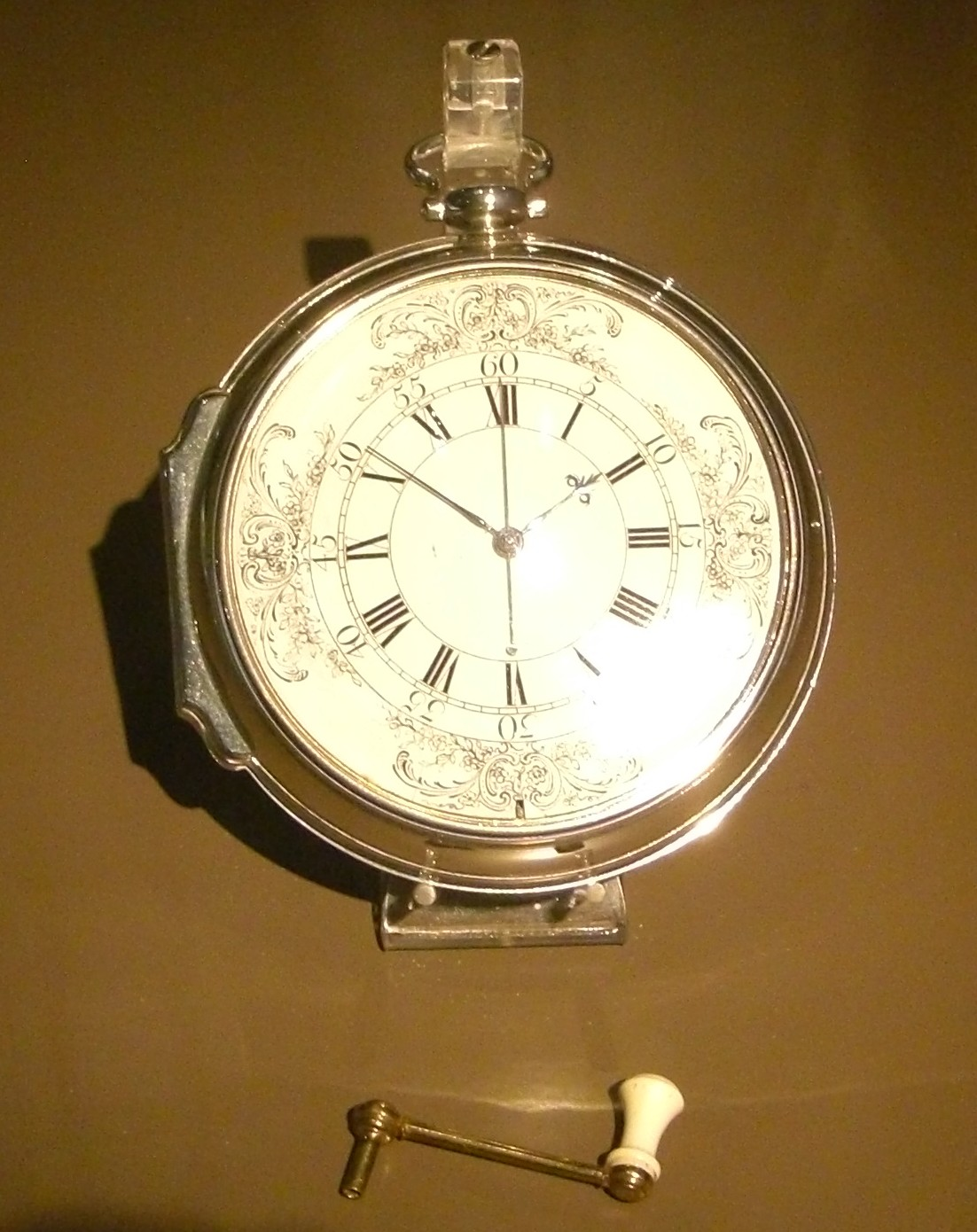
Хронометр Гаррісона, який дозволив найточніше на той час визначення довготи

Британія не була єдиною в бажанні розв'язати проблему довготи. У 1666 році король Франції Людовик XIV заснував Королівську академію наук. Серед інших наукових завдань, їй доручили вдосконалення карт і розвиток науки про навігацію. З 1715 року Академія присуджувала премію за дослідження навігації. Іспанський король Філіп II у 1567 році запропонував премію за розв'язання проблеми довготи, а Філіп III у 1598 році збільшив розмір цієї премії. Голландія теж долучилась до цих зусиль, запропонувавши премію в 1636 році. Мореплавці та вчені більшості європейських країн знали про проблему та були залучені до пошуку її розв'язання. За масштабом і міжнародністю зусиль, проблема довготи стала одним з найбільших наукових досліджень на той час.
Довготу можна було б вимірювати за різницею між місцевим часом на кораблі та часом у порту. Місцевий час можна було виміряти за допомогою астрономічних спостережень. А ось знання часу в порту потребувало годинника, який би зберіг необхідну точність протягом всього часу подорожі.
До XVIII століття не вдавалося знайти точного способу визначення довготи на морі. Практичне рішення знайшов талановитий самоук Джон Гаррісон, який зумів створити хронометр, достатньо точний для цієї задачі. Найкращі тогочасні науковці, включно з Ісааком Ньютоном, вважали це неможливим. Гаррісон витратив чотири десятиліття на вдосконалення годинника, який зрештою дозволив визначати положення корабля в морі з точністю до 1° і приніс йому премію.

## Відзнаки
- Британська книга року[en], 1997
- Modern Library 100 Best Nonfiction[en], 26 місце в списку читачів
- Меморіальна премія Гарольда Вурселла Американської академії мистецтв і літератури, 1999[4]
- Le Prix Faubert du Coton (Франція)[4]
- Il Premio del Mare Circeo (Італія)[4]
- Книга потрапила в короткий список Премії Королівського товариства за наукові книги[en], 1997
- Американська бібліотечна асоціація Non-fiction Outstanding Books for the College Bound and Lifelong Learners, 1999[5]
- Американська бібліотечна асоціація Outstanding Books for the College Bound and Lifelong Learners, Science and Technology, 2004[6]
- За книгу «Довгота» Собела обрали членом Американського географічного товариства[4].

## Екранізації
- Nova Online[en], «Загублені в морі, пошуки довготи»
- Серіал «Довгота»[en] (2000)